# Zbigniew Anusik
Zbigniew  Włodzimierz  Anusik (ur. 23 lutego 1957 w Łodzi) – polski historyk, prof. dr hab., były dziekan Wydziału Filozoficzno-Historycznego Uniwersytetu Łódzkiego. Prowadzi zajęcia z dziedziny historii powszechnej nowożytnej i Polski.

## Życiorys
Swą rozprawę doktorską: Misja polska w Sztokholmie w latach 1789–1795 obronił 18 stycznia 1990 r. Promotorem była prof. dr hab. Zofia Libiszowska. Rozprawę habilitacyjną: Dyplomacja szwedzka wobec kryzysu monarchii we Francji w latach 1787–1792, obronił  15 lutego 2001 r.  Recenzowali ją: profesorowie: Jerzy Grobis, Jacek Staszewski i Władysław Zajewski. Dnia 24 kwietnia 2008 r. prof. Zbigniew Anusik został wybrany dziekanem Wydziału Filozoficzno-Historycznego Uniwersytetu Łódzkiego. Jego konkurentem był prof. Kazimierz Badziak. W dniu 26 kwietnia 2012 r. wybrany na drugą kadencję.
W latach 1998–2002 pełnił funkcję pełnomocnika dyrektora Instytutu Historii do spraw dydaktycznych. W latach 2002–2008 był prodziekanem Wydziału Filozoficzno-Historycznego UŁ do spraw nauczania, a w latach 2005–2008 pełnił funkcję dyrektora Instytutu Historii UŁ.
Został wybrany na członka Komitetu Nauk Historycznych PAN na kadencję 2020–2023.

## Książki
- Misja polska w Sztokholmie w latach 1789–1795, Łódź 1993, ss. 179, ISBN 83-70-16734-9.
- Dyplomacja szwedzka wobec kryzysu monarchii we Francji w latach 1787–1792, Łódź 2000, ss. 609.
- Karol XII, Wrocław 2006, ss. 383, Cykl biograficzny Ossolineum, ISBN 83-04-04735-7.
- Gustaw II Adolf, Wrocław 1996, ss. 293, (wydanie I); Wrocław 2009, ss. 360, Cykl biograficzny Ossolineum (wydanie II).
- Studia i szkice staropolskie, Łódź 2011, ss. 853.
- France in Sweden’s foreign policy in the Era of Gustav III’s Reign (1771-1792), Łódź 2016, ss. 568.

## Artykuły
- Gustaw III i baron de Breteuil. Nieznana karta z dziejów sekretnej dyplomacji w latach 1790–1792 .